# InFocus A3
富可視A3 搭載處理器為 MT6737W，但實際上在 A3 上安裝 CPU-Z 這個應用程式之後，用其檢測出來的處理器並非 MT6737W而誤判為 MT6735；且處理器時脈也並非網路上的 1.3GHz，實際會被誤判上只有 1.25GHz，還有當不同地區的A3手機刷入非對應地區的A3韌體時會出現指紋辨識器無法使用的問題